# Hermann Hans Wetzler
Hermann Hans Wetzler (Francoforte sul Meno, 1870 – New York, 1943) è stato un musicista tedesco.
Nel 1928 scrisse l'opera Die baskische Venus; fu inoltre autore di musiche per Shakespeare e varie musiche da camera.